# 马仲才
马仲才（1933年7月—2025年2月25日），男，山东沂南人，中华人民共和国政治人物，1948年7月参加工作，1953年11月加入中国共产党。历任山东工学院力学教研室教师；莱芜钢铁厂机修厂技术员、基建办公室副主任、机动设备科副科长，副厂长、厂长、党委书记；莱芜钢铁厂指挥、党委副书记，厂长；德州地委书记；中共山东省委常委、秘书长省委直属机关工委书记、副书记，山东省人大常委会副主任、党组书记。2023年12月离休。是第八、九届全国人大代表。
2025年2月在济南病逝，享年92岁。